# Pärlmålla
Pärlmålla (Chenopodium acuminatum) är en amarantväxtart som beskrevs av Carl Ludwig von Willdenow. Pärlmålla ingår i släktet ogräsmållor, och familjen amarantväxter. Arten förekommer tillfälligt i Sverige, men reproducerar sig inte.